# Nachts, wenn der Teufel kam
De noche, cuando vino el diablo (Argentina), El diablo ataca de noche (España) o El diablo vino por la noche (Hispanoamércia) —en alemán, Nachts, wenn der Teufel kam— es una película del año 1957 de Alemania Federal, dirigida por Robert Siodmak. Fue nominada para el Óscar a la mejor película en lengua extranjera y se basa en la verdadera historia de Bruno Lüdke.

## Argumento
Es la historia de un asesino en serie que asesina mujeres en Alemania durante la Segunda Guerra Mundial. En uno de los crímenes un hombre es arrestado siendo inocente. Un investigador, que empieza a ser un hilo que conduce al verdadero asesino, se ve frustrado por las autoridades nazis que sienten que la revelación de la verdad socavar la fe del pueblo en su sistema supuestamente infalible. La historia de detectives, poco a poco, se convierte en un relato 
sobre los males de la propaganda política y la corrupción.